# Mytilus platensis
Mytilus platensis d'Orbigny, 1842 é uma espécie de molusco bivalve filtrador da família Mytilidae com distribuição natural nas costas do Pacífico desde Callao (Peru) ao Canal Beagle (Chile) e do  Atlântico Sul, desde o sul do Brasil até às cercanias do canal Beagle, incluindo também as ilhas Falkland. A sua distribuição batimétrica vai desde o sector rochoso da zona entremarés até aos 10 m de profundidade.